# Dreamfall: The Longest Journey
Dreamfall: The Longest Journey ist ein Computerspiel des norwegischen Entwicklerstudios Funcom aus dem Jahr 2006. Das Adventure ist der Nachfolger des preisgekrönten The Longest Journey desselben Entwicklers aus dem Jahr 1999 und schreibt die Geschichte von dessen Spielwelt mit größtenteils anderen Charakteren fort. Von Oktober 2014 bis Juni 2016 wurde das Spiel mit Dreamfall Chapters in Episodenform fortgesetzt. Die beiden Titel stellen zusammen den Dreamer-Zyklus dar, eine abgeschlossene Teilserie von The Longest Journey.

## Handlung
Das Universum der Longest-Journey-Spiele besteht primär aus zwei parallel existierenden, miteinander verknüpften Welten namens Arcadia und Stark. Arcadia ist dabei eine von Magie dominierte Welt, Stark die von Technik dominierte, im ersten Teil des Spiels im Jahr 2209 angesiedelte reale Welt. Kurz nach den Ereignissen des ersten Teils, in dem der Spieler die Rolle der Kunststudentin April Ryan einnahm, kam es in Stark zu einem „Collapse“ genannten, nur vage definierten Ereignis, das Technik und Infrastruktur in Stark weitgehend lahmlegte, während in Arcadia das Azadi-Reich emporstieg und eine theokratische und rassistische Gewaltherrschaft über einen großen Teil der Welt etablierte, die in der Hauptstadt der Nordlande, Marcuria, von nicht wenigen begrüßt wurde, weil die Azadi dort die invasive Barbarenrasse der Tyren vertrieben und einen volatilen Frieden herstellten.
Im Casablanca des Jahres 2219 liegt die 20-jährige Zoë Castillo im Koma. Sie erzählt dem Spieler rückblickend ihre Geschichte, die mit Visionen von einem kleinen Mädchen beginnen, das nur von ihr gesehen werden kann und das sie auffordert, sich auf die Suche nach einer ihr unbekannten April Ryan zu machen. Für ihren Ex-Freund Reza, einen Journalist, der laut eigener Aussage an einer großen Enthüllungsreportage arbeitet, holt sie Unterlagen von einer Firma ab, in deren Büro sie die Forscherin Helena Chang vor Auftragsmördern retten kann. Bei ihrer Rückkehr ist Reza verschwunden. Sie selbst wird verhaftet und zu Rezas Verbleib verhört. Nach ihrer Haftentlassung macht sie sich auf, das Schicksal ihres Ex-Freundes aufzuklären. Zunächst folgt sie seiner Spur nach Newport, einer fiktiven Metropole an der US-amerikanischen Westküste, in der The Longest Journey seinen Anfang nahm. Im ehemaligen Victory-Hotel, in dem sich Reza aufgehalten haben soll und in dem zehn Jahre zuvor April Ryan wohnte, entdeckt sie, dass der japanische Technikkonzern WATIcorp, für den Helena Chang gearbeitet hatte, dort eine Art Spielkonsole an Menschen testet. Zoë wird von Agenten der WATIcorp gefangen genommen und gewaltsam an eine solche Konsole angeschlossen. Während ihr Körper in Stark schläft, gewinnt Zoë eine physische Präsenz in Arcadia, wo sie in Marcuria aufwacht und nach einer Phase der Orientierung unfreiwillig auf die von ihr gesuchte April Ryan stößt. Diese hat sich einer gegen die Azadi gerichteten Rebellengruppe angeschlossen, die heimlich in Marcuria weilt, um Vorräte für ihr Camp östlich der Stadt zu besorgen. April verweigert Zoë die erbetene Hilfe mit der Begründung, dass sie die Fähigkeit, zwischen den Welten zu wechseln, verloren und darüber hinaus Verpflichtungen in Arcadia habe. Desillusioniert von den Ereignissen in The Longest Journey hat sie mit ihrem alten Leben in Stark abgeschlossen und lebt nur noch für den Kampf. Gleichzeitig ist der Azadi-Auftragsmörder Kian unterwegs, um einen berüchtigten Rebellenführer aufzuspüren und zu töten, bei dem es sich de facto um April Ryan handelt.
Nach einem unkontrollierten Übergang von Arcadia nach Stark wacht Zoë in Newport auf. Zeugen bekunden, dass sie die ganze Zeit, die sie ihrer Überzeugung nach in Marcuria weilte, schlafend in Newport verbracht hat. Eine Freundin aus Casablanca setzt sie davon in Kenntnis, dass Reza offenbar auf der Spur von Machenschaften der WATIcorp war und deren Hauptquartier in WATI City in Japan aufsuchte. Zoë macht sich ebenfalls auf den Weg dorthin. In WATI City erfährt sie von einem Kontaktmann Rezas, dem dort angestellten Whistleblower Damien Cavanaugh, von „Projekt Alchera“, einer kurz vor der Veröffentlichung stehenden Erfindung des WATI-Konzerns: Es handelt sich um die Spielkonsole, die sie in Newport im Testeinsatz gesehen und an die sie anschließend gewaltsam angeschlossen wurde. Die Konsole, „Dreamer Console“ genannt, ist mit einem Computernetzwerk namens „DreamNet“ sowie einem gigantischen organischen Computer namens „DreamCore“ verbunden. Mittels der Konsole kann der Nutzer interaktive Klarträume erleben. Die Erfindung bietet der WATIcorp neben einem gigantischen wirtschaftlichen Potenzial noch einen weiteren Nutzen, den die Firma unbedingt vor der Öffentlichkeit geheim halten will: Mittels der Konsole kann der Konzern die Träume der Nutzer nicht nur auslesen, sondern auch beeinflussen, und dem Nutzer sogar neue Gedanken und Werte einpflanzen. Das Projekt läuft aber nicht zu 100 % zufriedenstellend: Eine Art Virus hat sich im DreamNet breitgemacht und verursacht „Static“, ein globales Phänomen statischer Interferenzen, das elektrische Geräte mit Netzanbindung kurzzeitig stört.
Auf der Suche nach Hilfe begibt sich Zoë erneut nach Arcadia, wird dort aber von den Azadi gefangen genommen. Kian Alvane trifft in Marcuria ein und trifft auf April, ohne zu wissen, dass sie sein angedachtes Mordopfer ist. Die beiden geraten in einen hitzigen Streit über Politik und Religion, der Kian nachdenklich zurücklässt – er beginnt, seine Motive und seinen Glauben zu hinterfragen. April kann Zoë befreien, weigert sich aber weiterhin ihr zu helfen. Zoë wendet sich deshalb verzweifelt an einen anderen ursprünglich aus Stark stammenden Bewohner, Brian Westhouse, der ihr hilft, den mythischen White Dragon aufzusuchen, einen der vier Draic Kin, uralte Wesen, die einst die Balance zwischen Arcadia und Stark geschaffen hatten. Der White Dragon, der mittlerweile die Gestalt einer weißhaarigen Frau angenommen hat, kann Zoë ebenfalls nicht helfen und teleportiert sie in ein Sumpfgebiet östlich von Marcuria, wo sie hilflos mit ansehen muss, wie das dort befindliche Rebellencamp von den Azadi vernichtet wird. April wird dabei von den Azadi getötet. Kian, der versucht, April beizustehen, wird wegen Verrats verhaftet.
Zoë wacht in Stark wieder auf. Von Damien Cavanaugh erfährt sie, dass die statischen Interferenzen zu einer verlassenen Spielzeugfabrik in Sankt Petersburg zurückverfolgt werden kann. Unter dieser entdeckt Zoë ein verlassenes WATI-Labor, in der sie die Ursache für die statischen Interferenzen entdeckt: Faith, das Mädchen aus ihren Visionen, das ihr aufgetragen hatte April Ryan zu finden. Faith ist ein Mädchen, an dem WATI im Rahmen der Entwicklung des DreamNet eine halluzinogene Droge getestet hatte. Faith starb an einer Überdosis, konnte aber ihr Bewusstsein auf das DreamNet übertragen und verursacht seitdem die statischen Interferenzen. Dokumenten zufolge ist Faith eine Schöpfung von Helena Chang, der ehemaligen WATI-Forscherin aus Casablanca. Zoë sucht Chang auf, die sie bittet, Kontakt zu Faith aufzunehmen und diese zu überzeugen, sich aus dem Netz zu löschen, um einen erneuten „Collapse“ zu verhindern. Zoë schließt sich an eine Dreamer Console an und trifft auf Faith, die ihr enthüllt, dass auch Zoë eine Schöpfung von Helena Chang ist. Diese injiziert der schlafenden Zoë eine Überdosis der Droge, die sie auch Faith verabreicht hatte. Zoë fällt daraufhin in das Koma, in dem sie sich zu Beginn des Spiels befindet.

### Charaktere
Zoë Maya Castillo
Die im Januar 2199 geborene Zoë ist die in Casablanca wohnhafte Tochter des Bioingenieurs Gabriel Castillo. Im Alter von vier Jahren starb angeblich ihre Mutter Helena Chang, ebenfalls Bioingenieurin. Im Laufe des Spiels stellt sich heraus, dass Zoë das Ergebnis eines genetischen Experiments ist, das von ihrem Vater abgebrochen wurde, und dass dieser mit Zoë ein neues Leben begann, während ihre Mutter die ethisch bedenklichen Forschungen fortführte.
April Ryan
Zehn Jahre zuvor war April Ryan eine schüchterne Kunststudentin, die widerwillig in die Geschehnisse in The Longest Journey hineingeriet und sich erst gegen Ende des Spiels mit ihrer Fähigkeit, sich zwischen den Welten Stark und Arcadia bewegen zu können, anfreundete. Nachdem viele ihrer Freunde in Stark gewaltsam zu Tode gekommen waren, blieb sie in Arcadia und verlernte nach und nach die Fähigkeit, zwischen den Welten zu wandeln. Zu Beginn von Dreamfall ist sie eine desillusionierte, heimatlose und abgehärtete Rebellenführerin in Arcadia.
Kian Alvane
Kian Alvane ist ein „Apostel“, ein Elitesoldat der Sechs, der sechs Herrscherinnen des Azadi-Reiches. Er wird von den Sechs nach Marcuria geschickt, um dort einen Rebellenführer zu töten, der nur als „Scorpion“ bekannt ist, und bei dem es sich um April Ryan handelt. Während Kian daran arbeitet, seinen Auftrag zu erfüllen, beginnt er, seinen Glauben, der ihm bis dahin alleiniges Leitmotiv für sein Leben war, zu hinterfragen.
Reza Temiz
Reza ist Zoës Ex-Freund; die Trennung ging von Zoë aus, beide verblieben in enger Freundschaft. Zu Beginn des Spiels bittet er Zoë um einen Gefallen, dann verschwindet er. Sie verfolgt seine Spur nach Newport und WATI City. Alvin Peats, CEO der WATIcorp, behauptet gegenüber Zoë, Reza sei unter unwürdigen Umständen gestorben. In der Endsequenz des Spiels taucht Reza wieder auf; Zoës Stimme aus dem Off deutet die Möglichkeit an, dass er Opfer einer Gehirnwäsche wurde.

## Spielprinzip und Technik
Dreamfall ist im Gegensatz zum Vorgänger, das als „2.5D-Adventure“ dreidimensionale, aus Polygonen zusammengesetzte Charaktere vor zweidimensionalen Kulissen agieren ließ, ein reines 3D-Adventure: Die Spielwelt wird dreidimensional dargestellt und in Echtzeit berechnet. Die Darstellung erfolgt aus der Third-Person-Perspektive: Die imaginäre Kamera, die das Geschehen einfängt, ist hinter der Spielfigur aufgehängt, so dass diese im Gegensatz zu Spielen aus Egoperspektive immer zu sehen ist. Während der Vorgänger noch mit einer für PCs optimierten Point-and-Click-Steuerung arbeitete, ist Dreamfall auf die Nutzung eines Gamepads ausgelegt, kann am PC aber auch mit Maus und Tastatur gesteuert werden. Mit dem Steuerknüppel bzw. Richtungstasten bewegt man die jeweilige Spielfigur (meist Zoë Castillo, gelegentlich auch Brian Westhouse, April Ryan oder Kian) durch die Spielwelt. Befindet sich die Spielfigur in der Nähe eines Interaktionspunktes, wird der Spieler graphisch auf diesen aufmerksam gemacht. Interaktionspunkte können Gegenstände, Personen oder Ausgänge sein, und dem Spieler werden kontextsensitiv Möglichkeiten angeboten, mit diesen zu interagieren. In der Regel lassen sich die Interaktionspunkte untersuchen, Personen lassen sich ansprechen, Türen lassen sich durchqueren, herumliegende Gegenstände aufsammeln etc. Auch können zuvor aufgesammelte Gegenstände auf Interaktionspunkte angewandt werden. Eine mögliche Interaktion mit NPCs ist der Dialog, der spielerseitig über die Selektion aus einer Auswahl vorgegebener Themen gesteuert wird.
In das Spiel sind einige Adventure-fremde Elemente integriert. So ist ein rudimentäres Kampfsystem im Spiel enthalten, das an einigen Stellen zwingend erfolgreich eingesetzt werden muss, um die Handlung fortzuführen. Ein Schleichsystem nach Art eines Stealth-Spiels kommt mehrmals zum Einsatz: Die Spielfigur muss von einem Startpunkt zu einem Zielpunkt bewegt werden, wobei der direkte Weg aber durch statische oder patrouillierende Gegner blockiert wird, aus deren Sichtfeld sich die Spielfigur heraushalten muss. Das Hacken in ein fremdes Computersystem wird durch ein Minispiel repräsentiert, bei dem eine Reihe Symbole in einem Feld voller ähnlicher Symbole gefunden werden muss. Weitere Knobelspiele öffnen z. B. elektronische Türschlösser.

## Produktionsnotizen

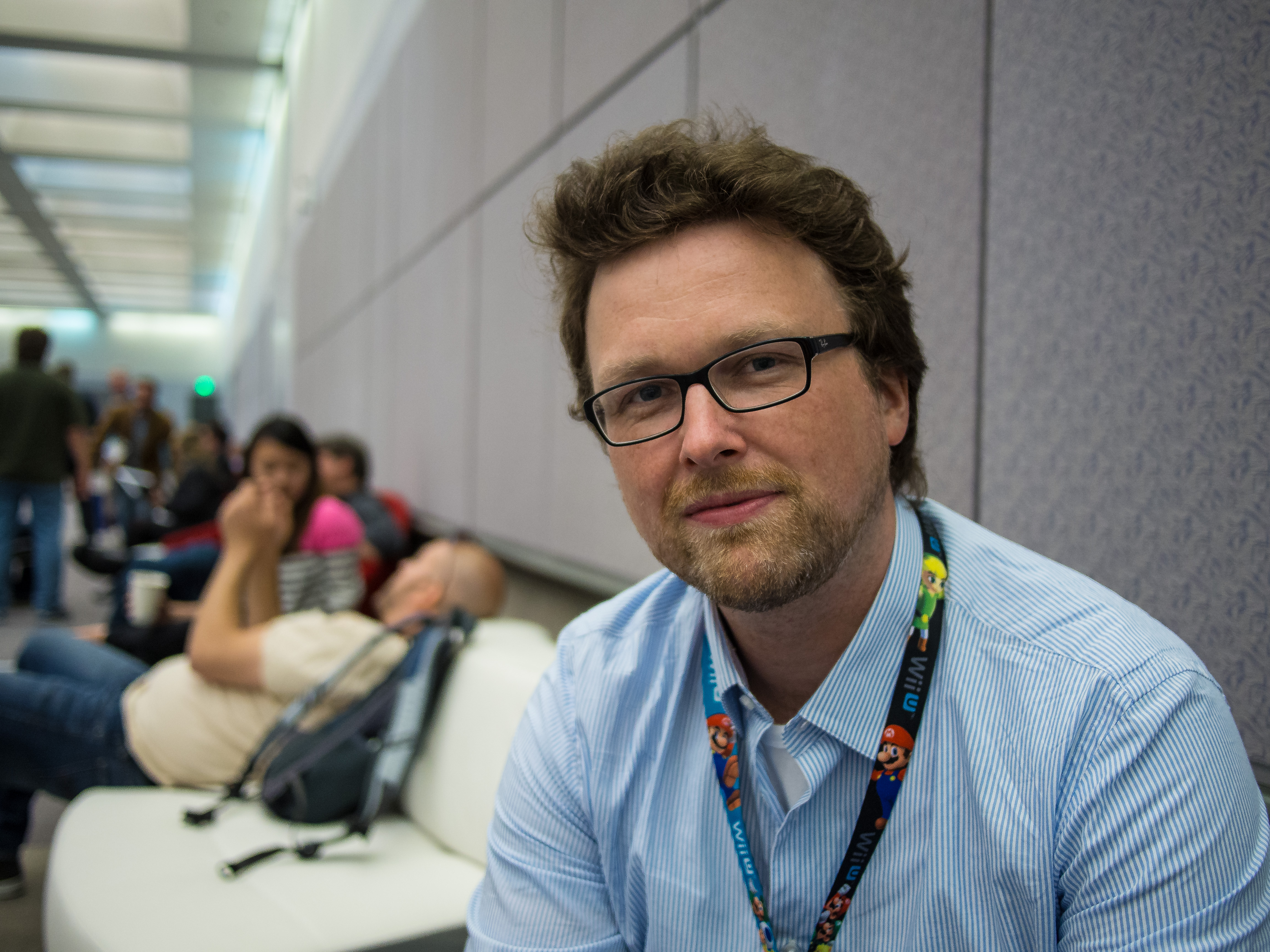
Ragnar Tørnquist (2013)

Autor Ragnar Tørnquist zeichnete zwischen The Longest Journey und Dreamfall als Autor für die Spielwelt und Hintergrundgeschichte des MMORPG Anarchy Online verantwortlich. Als Einflüsse für die Entwicklung der Story von Dreamfall benennt er die Science-Fiction- und Fantasy-Autoren Neil Gaiman und Joss Whedon. In Bezug auf das Gameplay hätten die Action-Adventures Silent Hill und Shenmue Einfluss auf seine Arbeit ausgeübt. Tørnquist gibt an, dass seiner Meinung nach epische Geschichten in Film, Literatur und Spiel auf spirituellen und philosophischen Grundkonzepten fußen müssten und dass er versucht habe, dieses Prinzip in Dreamfall (wie auch in The Longest Journey) umzusetzen. Weiterhin sieht er in weiblichen Spielcharakteren mehr Entwicklungsmöglichkeiten als in männlichen Charakteren, weshalb in seinen Spielen bevorzugt Frauen die Heldinnen sind. Der Vorgänger The Longest Journey war von der Kritik hoch gelobt worden. Nachdem Tørnquist zufolge aber ein guter Teil der Spieler mitten im Spiel aufgegeben hatten und seinen Beobachtungen nach Länge und Rätseldichte des Spiels dafür verantwortlich waren, beschloss er, Dreamfall einfacher und weniger umfangreich zu gestalten – anvisiert wurden etwa zehn Spielstunden. Das zentrale Motiv der Story ist laut Tørnquist Glaube – der Glaube an eine Sache wie auch der Glaube an sich selbst. Die Hauptcharaktere würden während des Spiels eine „Glaubensreise“ (journey of faith) durchmachen. Jeder Charakter habe es in der Hand, seinen Glauben zurückzugewinnen; täte er das nicht, ständen am Ende der Reise entweder eine Transformation hin zu einem neuen Wesen oder der Tod. Während Zoë sich im Verlauf des Spiels selbst rettet, fällt April der Vernichtung anheim.
Für das Funcom-Studio war die Entwicklung des Spiels ein großes finanzielles Risiko, da das Adventure-Genre zu diesem Zeitpunkt darniederlag und sich für Personal Computer keine signifikanten Stückzahlen von Adventurespielen absetzen ließen. Da das Studio sehr stolz auf die positiven Kritiken und den finanziellen Erfolg von The Longest Journey war, wurde Tørnquists Projekt dennoch in Angriff genommen. Um das finanzielle Risiko etwas abzumildern, wurde neben der Entwicklung für Microsoft Windows eine parallele Entwicklung für die Spielkonsole Xbox beschlossen, die eine große Kundenbasis mit sich brachte, aber nicht mit Adventures übersättigt war. Die Arbeiten zum Spiel begannen im Sommer 2003 mit einem Team von ca. sieben Personen. Gegen Ende der Produktionsphase hatte das Team bei Funcom ca. 30 Mitarbeiter; hinzu kamen Mitarbeiter bei Zulieferern und Vertriebsfirmen. Das Budget betrug etwa fünf Millionen US-Dollar, was ungefähr das Doppelte dessen war, was der Vorgänger gekostet hatte. Die Produktion des Spiels gestaltete sich schwieriger als geplant, da das Team eine neue Spiel-Engine (Shark 3D) einsetzte und deren Handhabung während der Produktion erlernen musste. Aus Zeitgründen wurden mehrere Handlungsstränge rund um den dritten Hauptcharakter Kian stark gekürzt.
Für den Score ist hauptsächlich der britische Komponist Leon Willett verantwortlich, für den Dreamfall die erste professionelle Auftragsarbeit war und der erst 2005 zum Produktionsteam dazustieß. Die Arbeiten am Score dauerten zehn Monate. Audio Director war Morten Sørlie, der bereits am Score von The Longest Journey mitgewirkt hatte und erstmals 2004 bei einer Erweiterung von Anarchy Online die Tätigkeit des Audio Directors übernommen hatte. Willetts Score wurde für die MTV Video Music Awards 2006 in der Kategorie „Best Video Game Score“ nominiert. Einige Titel des Soundtracks wurden vom norwegischen Singer-Songwriter Even „Magnet“ Johansen beigetragen. Der Soundtrack wurde im August 2006 separat als Audio-CD veröffentlicht.
Die Erstveröffentlichung erfolgte am 18. April 2006 in den Vereinigten Staaten; in den Folgewochen wurde das Spiel dann auch in Europa veröffentlicht. Im deutschsprachigen Raum war das Dtp-Sublabel Anaconda der Vertriebspartner. 2007 folgte eine Veröffentlichung über Online-Distributionsplattformen wie Steam oder GamersGate. Die Xbox-360-Version erschien 2008. Die Weiterführung der Spielgeschichte, die 2014 in Dreamfall Chapters erfolgte, war 2006 bereits durch Ragnar Tørnquist geplant worden.
Retrospektiv prägte Autor Tørnquist für Dreamfall den Begriff „modernes Adventure“, um die Mechanik des Spiels von der klassischer Point-and-Click-Spiele abzugrenzen. Er erklärte, wie zuvor 2002 bereits der britische Adventure-Autor Charles Cecil, das Genre der Point-and-Click-Adventures für tot. Zwar würden im Indie-Bereich auch weiterhin solche Spiele veröffentlicht werden, sie würden zukünftig aber keine Wahrnehmung mehr außerhalb des schwindenden Kreises eingefleischter Point-and-Click-Fans erzielen. Tørnquist selbst versucht laut eigener Aussage, das Adventure-Genre durch die Verwendung neuer Technologien und Spielmechaniken zu modernisieren. Retrospektiv gestand er ein, dass die Schleich- und Kampfelemente in Dreamfall für Spieler eine eher frustrierende Erfahrung waren, weil sie den natürlichen Fluss des Spiels unterbrochen und sich damit wie Hindernisse angefühlt hätten.

### Sprecher
| Rolle                 | Ort                          | deutscher Sprecher   | englischer Sprecher | französischer Sprecher |
| --------------------- | ---------------------------- | -------------------- | ------------------- | ---------------------- |
| Anae                  | Marcuria                     | Kerstin Draeger      |                     | Nathalie Spitzer       |
| April Ryan            | Marcuria                     | Stephanie Kindermann | Sarah Hamilton      | Mara Labadens          |
| Ary Kinryn            | Marcuria                     | Mark Bremer          | Dougie Wallace      | Patrick Borg           |
| Awad                  | Casablanca                   | Sascha Draeger       |                     | Patrice Melennec       |
| Benrime Salmin        | Marcuria                     | Katja Brügger        | Cordis Heard        | Hélène Vanura          |
| Blind Bob             | Marcuria                     | Sven Dahlem          | André Sogliuzzo     | Patrick Borg           |
| Brian Westhouse       | Marcuria, Dark People’s City | Mark Bremer          | Ralph Byers         | Marc Alfos             |
| Calia                 | Sadir                        | Kerstin Draeger      |                     | Nathalie Homs          |
| Carlita               | Casablanca                   | Joey Cordevin        |                     |                        |
| Charlie               | Newport                      | Sascha Draeger       | Daryl Alan Reed     | Thierry Desroses       |
| Crazy Clara           | Marcuria                     | Carla Becker         | Ruth McCabe         | Danièle Hazan          |
| Damien Cavanaugh      | WATI City                    | Till Demtröder       | Victor Burke        | Damien Boisseau        |
| Diane D’Amato         | Casablanca                   | Carla Becker         | Katrine Blomstrand  | Barbara Tissier        |
| Dr. Lee               | WATI City                    | Carla Becker         | Roger Gregg         | Nathalie Homs          |
| Garmon Koumas         | Sadir                        | Sven Dahlem          | David Goodall       | Patrice Melennec       |
| Hanna                 | Sadir                        | Joey Cordevin        |                     | Naïké Mellerin         |
| Helena Chang          | Casablanca                   | Carla Becker         | Mari Maurstad       | Nathalie Spitzer       |
| Kian Alvane           | Sadir, Marcuria              | Christian Stark      | Gavin O’Connor      | Adrien Antoine         |
| Minstrum Magda        | Marcuria                     | Katja Brügger        | Deirdre Donnelly    | Danièle Hazan          |
| Nia                   | Casablanca                   | Joey Cordevin        |                     | Barbara Tissier        |
| Nina                  | Casablanca                   | Katja Brügger        |                     | Hélène Vanura          |
| Olivia „Liv“ de Marco | Casablanca                   | Kerstin Draeger      | Mary Healy          | Naïké Mellerin         |
| Sela                  | Casablanca                   | Kerstin Draeger      | Hilary Cahill       | Véronique Desmadryl    |
| Shadowguide           | Marcuria                     | Michael Bideller     |                     | Philippe Dumond        |
| Sharif                | Casablanca                   | Michael Bideller     |                     | Bruno Magnes           |
| The Chinaman          | Newport                      | Sven Dahlem          | Wes Parker          | Serge Thiriet          |
| Vinnie                | Newport                      | Mark Bremer          | Len Firth           | Thierry Kazazian       |
| Warden Murron         | Marcuria                     | Michael Bideller     | Jo Dow              | Pierre Tessier         |
| Wonkers               | Casablanca                   | Sven Dahlem          | Jack Angel          | Martial Le Minoux      |
| Zoë Castillo          |                              | Marion von Stengel   | Ellie Conrad Leigh  | Laura Blanc            |

## Rezeption
Dreamfall erhielt vorwiegend positive Bewertungen. Die Rezensionsdatenbank Metacritic aggregiert 45 Rezensionen zu einem Mittelwert von 75.
Das Fachmagazin Adventure-Treff hob hervor, dass Örtlichkeiten aus dem ersten Teil des Spiels nicht einfach wiederverwendet, sondern ausgebaut würden, während erneut auftretende Charaktere neue Rollen ausfüllten. Das Magazin lobte die „großartige und fantastische Geschichte“, die geschickt ineinander verwobenen Handlungsstränge sowie die detailreiche und liebevoll animierte Spielwelt. Kritisiert wurde neben kleineren grafischen Unzulänglichkeiten, dass Dialogoptionen keinen Einfluss auf das Spielgeschehen hätten, sondern lediglich eine Illusion von Relevanz erzeugten. Die deutsche PC Games lobte „fantastische Optik und dramatische Handlung“, kritisierte aber eine geringe Anzahl an Rätseln. Rezensent Felix Schütz stellte heraus, dass Dreamfall über eine überdrehte Handlung voller ineinander verflochtener Themen und Zeit- und Ortssprüngen verfüge, sich dabei aber viel Zeit für die Darstellung und Entwicklung der Charaktere nehme und nie ins Absurde abgleite. In Summe setze Dreamfall „neue Zeichen am Adventure-Himmel“. Das US-Magazin IGN merkte negativ an, dass Dreamfall die traditionellen Elemente eines Adventurespiels nur sehr reduziert einsetze, während dem Spiel gleichzeitig „eine Menge unnötiger Gameplay-Elemente“ aufgepropft würden. Das Spiel verlaufe sehr linear und teile dem Spieler stets mit, wohin er sich begeben müsse. Das Kampfsystem sei außerdem eines der langweiligsten und unpräzisesten Systeme, das je erschaffen wurde, ein „totaler Witz“. Auf der Plus-Seite verzeichnete IGN eine „extrem starke Story“ und komplexes Sozialgeflecht zwischen den Charakteren. Das Magazin warnte ungeduldige Spieler, dass Dialoge im Spiel bis zu zehn Minuten dauern könnten – ungeduldige Spieler würden Dreamfall „hassen“.
Das IGN-Magazin GameSpy verlieh Dreamfall im Rahmen seiner jährlichen PC Games Awards 2006 die Preise in den Kategorien „Adventure Game of the Year“ und „Best Story“. Das Spiel wird im Buch 1001 Video Games You Must Play Before You Die des ehemaligen Edge-Redakteurs Tony Mott gelistet.